# Notiocharis papuensis
Notiocharis papuensis är en tvåvingeart som beskrevs av Quate 1967. Notiocharis papuensis ingår i släktet Notiocharis och familjen fjärilsmyggor. Inga underarter finns listade i Catalogue of Life.